# Закуто, Авраам
Авраам бен Шмуэль Заку́то (ивр. אברהם זכות‎, порт. Abraão ben Samuel Zacuto; 1450, Саламанка, Испания — 1515, Османская империя) — известный астроном, первый сконструировал металлическую астролябию, позволявшую дать более точные измерения, чем деревянная. Васко да Гама советовался с Закуто перед историческим плаванием в Индию. Закуто пережил изгнание евреев из Испании и Португалии, окончив свои дни в Иерусалиме или Дамаске.
В честь Авраама Закуто назван кратер Загут на Луне по соседству с кратером Рабби Леви, названным в честь Герсонида.

## Биография
Авраам бен Шмуэль Закуто родился в 1450 или в 1452 году в Саламанке. Учился астрономии там же в одном из старейших университетов Европы, затем преподавал в том же университете. В 1478 году издал главное астрономическое «Большое сочинение», им пользовался в своих путешествиях Васко да Гама.
Пережил изгнание евреев из Испании в 1492, после чего был приглашён в Португалию, когда изгнание оттуда ещё не ожидалось. Был назначен королём Жуаном II придворным астрономом и астрологом. Васко да Гама использовал достижения Закуто и советовался с ним перед историческим плаванием в Индию, Закуто поддерживал идею морского пути туда.
Новый король Мануэл I, стремясь к укреплению своих прав, предпринял массовое насильственное крещение с изгнанием в 1497 году. Закуто удалось бежать в Тунис, по дороге он дважды оказывался в плену. В Тунисе завершил историографический труд «Книга родословных». По мнению известного историка евреев Г. Греца, книга носит отрывочный и не всегда самостоятельный характер, содержит неточности, но, однако, имела значение для стимуляции интереса евреев к своей истории. Позднее Закуто переехал в Османскую империю: по некоторым сведениям, в Иерусалим 1513 году, где находился в ешиве «Ицхак Шулиэль», где и умер; по другим данным, он переехал в Дамаск в 1515 году, считающемся годом его смерти.
Портрет Закуто можно видеть в стенной росписи университета в Иоганнесбурге, изображающей отплытие Васко да Гама. Среди провожающих — Закуто с астрономическими таблицами в руках.

## Математика и астрономия
Главные достижения Закуто включают в себя: усовершенствование астролябии, которую он впервые выполнил в металле, и составление более точных астрономических таблиц. В 1478 г. составил астролого-астрономический справочник Ha-Hibbur ha-gadol (исп. La Compilación Magna, Большое сочинение), аналог исламских зиджей. Справочник широко использовался в навигации. О популярности этого труда говорит то, что он был перепечатан четыре раза: в 1498, 1502, 1525 и 1528 гг. Занимался астрономическими наблюдениями: покрытий звёзд и планет Луной, полного солнечного затмения.

## Труды
- ивр. Ha-Hibbur ha-gadol‎ («Большое сочинение», 1478) — астрономический труд с новыми таблицами и методами вычисления, был переведён на испанский и латинский языки, оказал большое влияние на географические исследования того периода
- ивр. Sefer ha-Yuhasin‎ («Книга родословных», 1498) — историографическое сочинение по истории еврейского народа